# Məhəmməd Məmmədov
Məhəmməd Məmmədov –también escrito como Mahammad Mammadov– (27 de junio de 1997) es un deportista azerbaiyano que compite en taekwondo. Ganó una medalla de bronce en el Campeonato Mundial de Taekwondo de 2017, en la categoría de –63 kg.

## Palmarés internacional
| Campeonato Mundial | Campeonato Mundial   | Campeonato Mundial | Campeonato Mundial |
| Año                | Lugar                | Medalla            | Categoría          |
| ------------------ | -------------------- | ------------------ | ------------------ |
| 2017               | Muju (Corea del Sur) | Medalla de bronce  | –63 kg             |